# Clinio Quaranta
Clinio Quaranta (Zagarolo, 7 settembre 1857 – Roma, 15 dicembre 1929) è stato un traduttore, critico letterario e poeta italiano.

## Biografia
Compì gli studi ginnasiali nel Seminario di Civitavecchia e quelli liceali all'Apollinare di Roma.Insegnò alle scuole elementari di Zagarolo per nove anni, poi conseguì la laurea in lettere al Magistero di Roma, passando così all'insegnamento nelle scuole medie, quale professore di storia e geografia nella Scuola Normale e poi letteratura italiana nella Scuola Tecnica di Velletri. Nel 1902 fu nominato Provveditore agli Studi di Sassari; chiamato successivamente ad altri incarichi nell'ambito del Ministero dell'Istruzione, nel 1919 fu nominato Provveditore agli Studi di Roma.
Sposò Maria Gerosi dalla quale ha tre figli, Dante, Artemia e Alighiero, morto nel 1904 a Sassari.
Ha lasciato numerose traduzioni di opere letterarie dal latino, dal greco e dal tedesco. Ha curato una versione ritmica delle Liriche di Orazio Flacco Quinto, ha tradotto in terza rima Le Bucoliche di Virgilio, ha tradotto in versi gli Epigrammi di Marco Valerio Marziale, Le Odi di Anacreonte, Le Ballate di Johann Wolfgang von Goethe (in ugual numero di versi italiani), ballate, romanze, poesie giovanili ed epigrammi di August von Platen-Hallermünde.
Di lui restano diciannove opere letterarie, di cui tredici presso la Biblioteca Nazionale Centrale di Roma, nonché innumerevoli scritti, saggi e memorie pubblicati su varie riviste e giornali dell'epoca. Ha scritto 56 sonetti inediti in dialetto tiburtino e molte rime in dialetto zagarolese. Sono stati recentemente rinvenuti trecento sonetti inediti, scritti in lingua italiana di suo pugno e firmati, le traduzioni in versi, anch'esse inedite, di cinque opere di Goethe, ricche di note storiche e filologiche.
Insigne dantista, per due dei suoi figli scelse i nomi di Dante e Alighiero
Il 1º dicembre 1929 è stato pubblicato il suo ultimo scritto Vita intima di Garibaldi a Caprera - ricordi e racconti di testimoni oculari.

## Fonti
I dati anagrafici sono stati rilevati dalla lapide funeraria nel cimitero di Zagarolo.
Le altre notizie provengono da un articolo pubblicato sul n. 17 de Il Corriere delle Maestre del 19 gennaio 1930.